# Nemacheilus longipinnis
Nemacheilus longipinnis är en fiskart som beskrevs av Ahl 1922. Nemacheilus longipinnis ingår i släktet Nemacheilus och familjen grönlingsfiskar. Inga underarter finns listade i Catalogue of Life.